# 마크 라일런스
마크 라일런스 경(영어: Sir Mark Rylance, 1960년 1월 18일 ~ )은 잉글랜드의 배우이다.

## 출연작 목록

### 영화
| 연도 | 제목                      | 원제                       | 배역                     | 비고    |
| ---- | ------------------------- | -------------------------- | ------------------------ | ------- |
| 1985 | 잊혀진 영웅 와렌버그      | Wallenberg: A Hero's Story | 니키 포도르              | TV 영화 |
| 1987 | 하트 오브 화이어          | Hearts of Fire             | 피즈                     |         |
| 1991 | 유대의 사건               | Incident in Judaea         | 여호수아 하 노즈리       | TV 영화 |
| 1991 | 글래스 아레나             | The Grass Arena            | 존 힐리                  |         |
| 1991 | 프로스페로의 서재         | Prospero's Books           | 퍼디낸드                 |         |
| 1995 | 벤자멘타 연구소           | Institute Benjamenta       | 야코프 폰 군텐           |         |
| 1995 | 천사와 벌레               | Angels & Insects           | 윌리엄 애덤슨            |         |
| 2001 | 정사                      | Intimacy                   | 제이                     |         |
| 2003 | 리처드 2세                | Richard II                 | 리처드 2세               | TV 영화 |
| 2005 | 감찰관                    | The Government Inspector   | 데이비드 켈리            | TV 영화 |
| 2008 | 천일의 스캔들             | The Other Boleyn Girl      | 토머스 불린              |         |
| 2011 | 위대한 비밀               | Anonymous                  | 헨리 콘델                |         |
| 2011 | 블리츠                    | Blitz                      | 브루스 로버츠            |         |
| 2014 | 낮과 밤                   | Days and Nights            | 스티븐                   |         |
| 2015 | 더 건맨                   | The Gunman                 | 테런스 콕스              |         |
| 2015 | 스파이 브릿지             | Bridge of Spies            | 루돌프 아벨              |         |
| 2016 | 마이 리틀 자이언트        | The BFG                    | 거인                     |         |
| 2017 | 덩케르크                  | Dunkirk                    | 도슨                     |         |
| 2018 | 레디 플레이어 원          | Ready Player One           | 제임스 할리데이 / 아노락 |         |
| 2019 | 바바리안                  | Waiting for the Barbarians | 행정관                   |         |
| 2020 | 트라이얼 오브 더 시카고 7 | The Trial of the Chicago 7 | 윌리엄 컨스틀러          |         |
| 2021 | 오픈 대회의 유령          | The Phantom of the Open    | 모리스 플릿크로프트      |         |
| 2021 | 돈 룩 업                  | Don't Look Up              | 피터 이셔웰              |         |
| 2022 | 본즈 & 올                 | Bones and All              | 설리                     |         |
| 2022 | 아웃핏                    | The Outfit                 | 레너드                   | 제작중  |

### 텔레비전 드라마
- 울프 홀(2015)

## 상훈
- 1991년 BBC 라디오 타임 어워드(BBC Radio Times Award) 신인상
- 1994년 로런스 올리비에상 남우주연상
- 2002년 올리비에 크리틱스 어워드(Olivier Critics Award) 올해의 배우상
- 2006년 영국 아카데미 텔레비전상(BAFTA TV Awards) 남우주연상
- 2008년 드라마 데스크상 연극부문 남우주연상
- 2008년 제62회 토니상 연극부문 남우주연상
- 2010년 로런스 올리비에상 남우주연상
- 2011년 연극 비평가 협회상[출처 필요] 남우주연상
- 2011년 드라마 리그 어워드(Drama League Award) 최우수 연기상
- 2011년 제65회 토니상 연극부문 남우주연상
- 2014년 제68회 토니상 연극부문 남우조연상
- 2016년 제80회 뉴욕 영화 비평가 협회상 남우조연상
- 2016년 제15회 뉴욕 영화 온라인 비평가 온라인상(New York Film Critics Online Awards) 남우조연상
- 2016년 제36회 보스턴 영화 비평가 협회상 남우조연상
- 2016년 제49회 전미 비평가 협회상 남우조연상
- 2016년 제36회 런던 영화 비평가 협회상 남우조연상
- 2016년 제14회 밴쿠버 영화 비평가 협회상 남우조연상
- 2016년 제19회 토론토 영화 비평가 협회상 남우조연상
- 2016년 AARP 어워드(AARP Movies for Grownups Awards) 남우조연상
- 2016년 제5회 AACTA 어워드 International Feature Film 부문 남우조연상
- 2016년 영국 아카데미 영화상(BAFTA Film Awards) 남우조연상
- 2016년 제20회 새틀라이트상 TV영화/미니시리즈부문 남우주연상
- 2016년 제88회 아카데미 남우조연상
- 2016년 영국 아카데미 텔레비전상 남우주연상
- 2017년 기사작위(Knight Bachelor) 서임[1]